# یواس‌اس چیپوا (۱۸۶۱)
یواس‌اس چیپوا (۱۸۶۱) (به انگلیسی: USS Chippewa (1861)) یک کشتی بود که طول آن ۱۵۸ فوت (۴۸ متر) بود. این کشتی در سال ۱۸۶۱ ساخته شد.